# Răcari, Dolj
Răcari (până în 2017, Răcarii de Jos) este un sat în comuna Brădești din județul Dolj, Oltenia, România.